# 増田久雄
増田 久雄(ますだ ひさお、1946年 - )は日本の映画プロデューサー。東京都出身。

## 経歴
早稲田大学政治経済学部卒業。在学中に石原裕次郎と出会い、大学卒業後石原プロモーションで映画製作に携わる。その後、石原プロの映画製作中止に伴い退社しフリーランスの映画プロデューサーとして活動を開始する。
1976年、ドキュメンタリー映画「永遠なる武道」製作のために、自身の会社「プルミエ・インターナショナル」を設立する。その後、次々と話題作を手がける。
映画プロデュースの傍ら、「北原陽一」のペンネームで脚本を書いたり、小説・舞台の英訳・プロデュースも行う。
石原プロとの交流は依然続いており、1997年には石原まき子からの奨めで、「石原裕次郎への私信のつもりで書きためた手紙を公開する」形での回顧録『太平洋の果実』(パルコ出版刊)を上梓した。

## 作品
- 永遠なる武道
- 矢沢永吉 RUN&RUN
- チ・ン・ピ・ラ
- 沙耶のいる透視図
- ロックよ、静かに流れよ
- 欽ちゃんのシネマジャック
- さよなら、こんにちわ
- 凶弾
- 月光仮面(1981年映画版)
- シブがき隊 ボーイズ & ガールズ
- バロー・ギャングBC
- たいまんぶるうす 清水直人編
- ラヂオの時間
- 君は僕をスキになる
- E.YAZAWA ROCK
- 緊急呼出し エマージェンシー・コール
- 13階段
- みんなのいえ

## 著書
- デイドリーム・ビリーバー: 昭和64年、新宿。（2006年、ポプラ社）
- 団塊、再起動。―経験と智恵を活かした団塊世代の第二の人生（2007年、ポプラ社）
- サンタクロースに会いました（2007年、ポプラ社）
- 栄光へのノーサイド（2019年、河出書房新社）